# 흑심모녀
"흑심모녀"는 2008년에 개봉한 대한민국의 코미디 영화이다.

## 캐스팅
- 심혜진 : 박남희 역
- 김수미 : 김간난 역
- 이상우 : 준 역
- 이다희 : 장나래 역
- 이계인 : 정씨 역
- 강이슬 : 부녀회장 역
- 이선주 : 전주댁 역
- 정주희 : 춘자 역
- 홍예령 : 광주댁 역
- 지미리 : 충주댁 역
- 김태윤 : 방송국 PD 역
- 최덕문 : 형사 1 역
- 진용욱 : 형사 2 역
- 이림 : 미용실 아줌마 역
- 류선희 : 미용실 직원 역
- 임채홍 : 경찰 1 역
- 신동훈 : 경찰 2 역
- 이주훈 : 파출소 경찰 역
- 강은경 : 학원강사 역
- 함정이 : 나래친구 역
- 서하나 : 여간호사 역
- 김태현 : 명우 역
- 김영빈 : PC방 형 1 역
- 박준환 : PC방 형 2 역
- 유주연 : 리포터 역
- 오혜린 : 과일 사는 아줌마 역
- 반혜라 : 시장 아줌마 역
- 이선수 : 우체부 역
- 이형석 : 구경꾼 아이 역
- 정성훈 : 은행원 역
- 김형대 : 톨게이트 남자 역
- 이현학 : 국밥집 남자 역
- 양윤식 : 사진 속 간난 남편 역
- 김연희 : 사진 속 젊은 간난 역
- 이승현 : 원장 역
- 이규헌 : 회장 역
- 방성호 : 경호실장 역
- 신재도 : 기동대 경찰 역
- 김봉성 : 남자간호사 역
- 이재준 : 운전기사 역
- 홍석연 : 인터뷰 아저씨 역
- 백승일 : 버스 승객 1 역
- 한용수 : 버스 승객 2 역
- 양성보 : 요양원 환자 1 역
- 곽재식 : 요양원 환자 2 역
- 서성경 : 국밥집 여자 역